# Фёдоровская (Кировская область)
 Фёдоровская  — опустевшая деревня в Подосиновском районе Кировской области. Входит в состав Подосиновского городского поселения. 

## География
Расположена на расстоянии примерно 32 км на восток-юго-восток по прямой от центра района поселка Подосиновец.

## История
Была известна с 1727 года как деревня с 5 дворами, в 1859 дворов 8 и жителей 53, в 1950 10 и 62, в 1989 оставалось 20 жителей. 

## Население
Постоянное население составляло 14 человек (русские 100%) в 2002 году, 0 в 2010.